# Fiat Punto
Der Fiat Punto ist ein Kleinwagen des italienischen Herstellers Fiat, der von 1993 bis 2018 in drei Modellgenerationen auf dem Markt war.

## Modellgeschichte
Der Fiat Punto ist der Nachfolger des Fiat Uno und kam im November 1993 auf den Markt. Es gab insgesamt drei Modellgenerationen, die in Europa gebaut wurden, den Typ 176  von 1993 bis 2000, den Typ 188  von 1999 bis 2007 und den Typ 199  (Grande Punto) ab dem Jahr 2005. Ab dem 24. Oktober 2009 wurde der Typ 199 als Punto Evo verkauft. Anfang Januar 2012 wurde eine Modellpflege durchgeführt, der Name des Typ 199 lautete wieder Punto.
Am 11. August 2018 stellte Fiat die Produktion des Punto in Europa ein. In Südamerika wird bereits seit 2017 mit dem Fiat Argo ein Nachfolgemodell angeboten, in Indien wurde der Fiat Punto (Projekt 310) bis zum Jahr 2018 gebaut. In Europa erhielt der Punto zunächst keinen Nachfolger. Im Juli 2024 wurde dann mit dem Grande Panda wieder ein Kleinwagen von Fiat für Europa vorgestellt.

## Varianten
Für osteuropäische Märkte wurde der Typ 188 bei Zastava als Zastava 10 noch bis 2008 produziert.
Sportliche Varianten des Punto wurden unter der Marke Abarth entwickelt. Fiat startete mit dem Grande Punto Super 2000 Abarth auch werksseitig in der Intercontinental Rally Challenge, die 2006 mit dem Fahrer Giandomenico Basso gewonnen wurde. Später entstand der Abarth Punto Supersport (2012–2013).
Daneben wurde für Schwellenländer wie Brasilien und Indien im Projekt 310 ein Fahrzeug entwickelt und ab 2007 gebaut, das auf der Karosserie des Typ 199, aber der robusteren Technik des Typ 188 basiert.
Auf der Basis des Typ 199 entstand auch der Alfa Romeo MiTo, der im Sommer 2008 bei der British International Motor Show in London erstmals vorgestellt wurde. 2018 endete die Produktion vorerst ohne ein Nachfolgemodell.

## Technik
Alle Modellgenerationen des Kleinwagens mit Heckklappe waren als Drei- und Fünftürer erhältlich, die erste Generation gab es auch als Cabrio. Alle Modellgenerationen besitzen einen quer eingebauten Frontmotor und Frontantrieb.
Die dritte Modellgeneration ist etwa 20 cm länger und ca. 2 cm breiter als die beiden Vorgängermodelle. Der Opel Corsa D und der Grande Punto teilen sich die Punto3-ZFA199-Plattform, die gemeinsam von GM und Fiat entwickelt wurde. Daher sind etwa 30 % der Teile und technischen Komponenten gleich.

## Baureihen

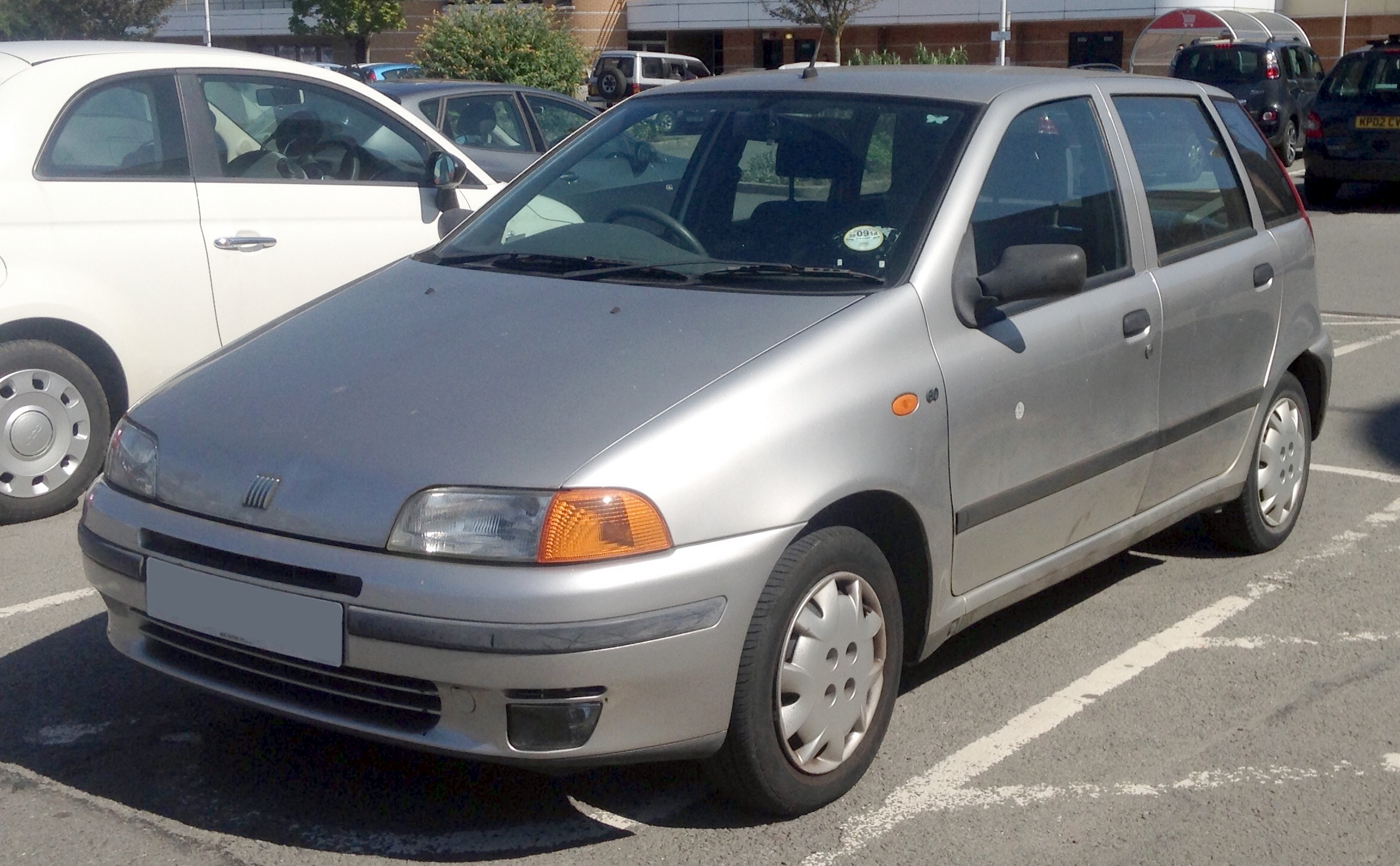
Typ 176 1993–2000
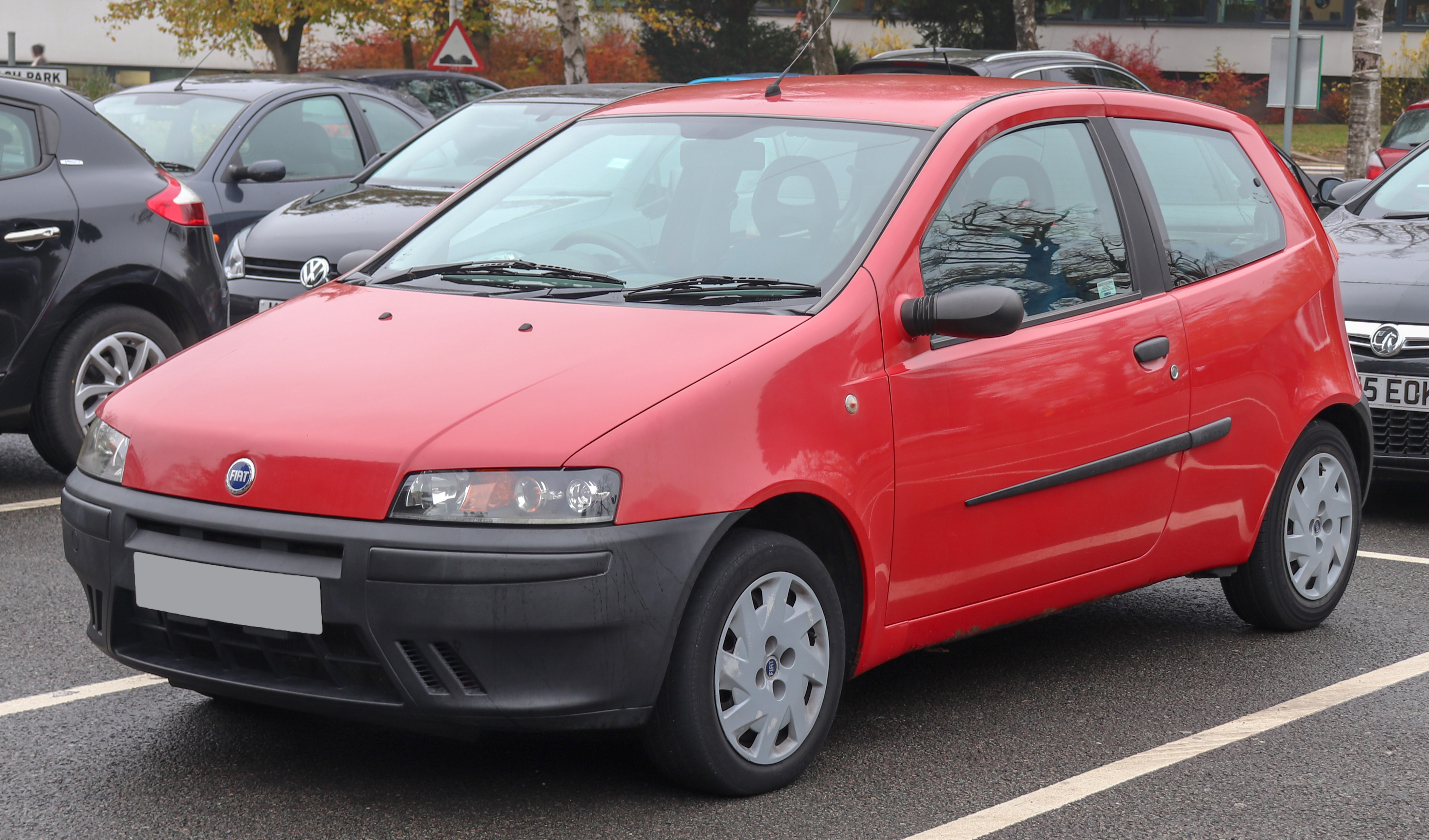
Typ 188 1999–2007
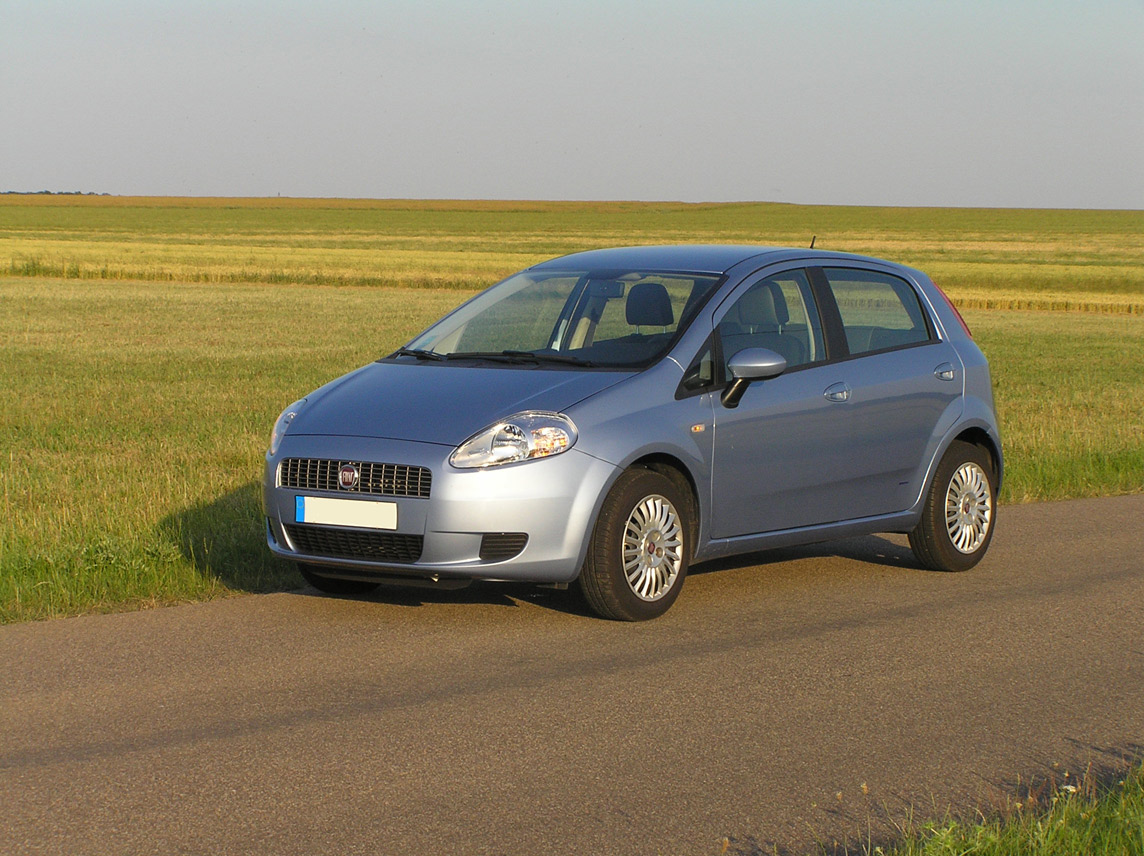
Typ 199 2005–2018